# Васора
Вильямс Оливейра до Насименто также известный как Васора (порт. Williams Oliveira do Nacimento; Vassoura; 26 апреля 1985, Жабуатан-дус-Гуарарапис, штат Пернамбуку) — азербайджанский игрок в мини-футбол бразильского происхождения.

## Биография
Выступал за мини-футбольные клубы: российский «ТТГ-Ява» и испанские «Сарагоса» и «Атлетико Логроньо». В 2008 году попал в донецкий «Шахтёр».
В марте 2009 года побывал на просмотре в футбольном клубе «Шахтёр». Сыграл одну товарищескую игру против турецкого «Сивасспора» (2:4). Но вернулся в мини-футбольный клуб. Возвратившись в МФК Вассуры возникли проблемы с визой (закончился её срок), к тому же он был оштрафован руководством МФК. В апреле 2009 года покинул «Шахтёр», но в августе того же года вернулся обратно.
В октябре 2009 года отправился на просмотр в луганскую «Зарю», хотя его приглашали на просмотр в харьковский «Металлист». Вместе с ним из МФК на просмотре были бразильцы — Клаудиньо, Фумаса, Карлос Альберто, Тиагу, Ромарио, вскоре все они покинули «Зарю».
В составе сборной Азербайджана в 2016 году принял участие в чемпионате мира. В 2018 и 2022 годах выступал на чемпионате Европы.

## Достижения
- Чемпион Украины по мини-футболу: 2007/08
- Серебряный призёр чемпионата Украины по мини-футболу: 2008/09
- Обладатель Суперкубка Украины по мини-футболу: 2008
- Чемпион Латвии по мини-футболу: 2015/2016